# PPSh-41
 (novembre 2015).
Si vous disposez d'ouvrages ou d'articles de référence ou si vous connaissez des sites web de qualité traitant du thème abordé ici, merci de compléter l'article en donnant les références utiles à sa vérifiabilité et en les liant à la section « Notes et références ».
Le PPSh-41 est un pistolet-mitrailleur soviétique utilisé pendant la Seconde Guerre mondiale. Il s'agit d'une arme simple et peu onéreuse à produire, qui répond aux impératifs de production de l'époque. Capable d'un tir semi-automatique et automatique, son mécanisme est opéré par le recul et tire à culasse ouverte. La sécurité de l'arme est intégrée dans le levier d'armement et permet de verrouiller la culasse en position fermée ou ouverte. Tous les PPSh-41 sont équipés d'une crosse d'épaule en bois. Cette arme était très appréciée du fantassin soviétique grâce à son poids peu important et sa grande maniabilité.

## Conception
Conçu par Gueorgui Chpaguine, le PPSh-41 (Pistoliet-Poulemiot Chpagina, en russe : Пистолет-пулемёт Шпагина, surnommé le Pé-pé-cha, le Chpaguine rotteur) fut l'une des armes les plus produites pendant la Seconde Guerre mondiale. Elle fut destinée à devenir une alternative moins onéreuse au PPD-40 qui était long et coûteux à produire. L'une des raisons de son faible coût est l'utilisation massive de pièces embouties dans sa construction, une innovation majeure à l'époque.
Initialement, le PPSh-41 reçut le chargeur camembert de 71 coups du PPD-40, lui-même copie du chargeur du Suomi KP31 finlandais. Mais son encombrement, la difficulté à le recharger et sa fiabilité relative firent que des chargeurs courbes de 35 coups furent mis en œuvre en 1942. Lorsque le chargeur courbe de 35 munitions fut disponible, les soldats avaient néanmoins pour coutume de conserver, lors d'un assaut, un chargeur camembert comme premier chargeur. L'approvisionnement de chaque soldat était probablement d'un camembert pour 5  à   6 chargeurs courbes, 3 camemberts auparavant. Son canon est protégé par un carénage de métal qui enveloppe la gueule du canon et qui fait office de cache-flamme.
Le développement du PPSh fut initié en partie par la guerre d'Hiver contre la Finlande, pendant laquelle l'efficacité des pistolets-mitrailleurs fut prouvée dans les combats rapprochés en forêt ou en zone urbaine. L'arme fut développée à la mi-1941, et fut produite par tout un réseau d'usines dans Moscou, où des hauts membres du Parti local veillaient eux-mêmes à ce que soient atteints les objectifs de production. Quelques centaines d'armes furent construites en novembre 1941, puis 155 000 autres sortirent des usines dans les cinq mois qui suivirent. Au printemps 1942, les usines, dont l'une des plus importantes était l'usine de mitrailleuses de Kovrov, sortaient environ 3 000 unités par jour.

## Comportement au combat

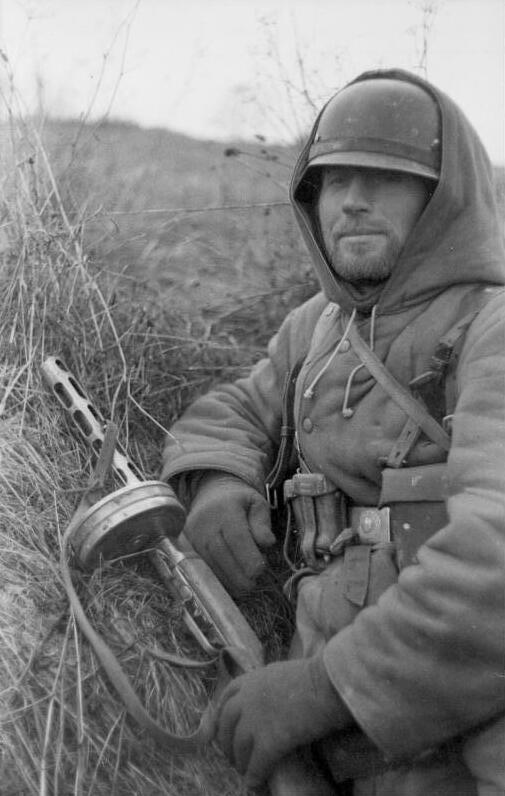
Soldat allemand armé d'un PPSh-41 pris sur l'ennemi, printemps 1943.

Le PPSh-41 est chambré pour le 7,62 x 25 mm TT, une munition d'un calibre inférieur au 9 mm Parabellum utilisé par le MP40 allemand. Le 7,62 x 25 mm TT est toutefois plus léger et plus rapide et présente une portée pratique nettement supérieure (jusqu'à 200 mètres), ainsi qu'une énergie libérée supérieure. 
Le tireur pouvait basculer du coup par coup à la rafale libre grâce à un sélecteur. La portée et surtout la précision maximales (environ 200 m) étaient atteintes en tir semi-automatique, le tir en rafale produisant une puissance de feu à courte et moyenne portée beaucoup plus efficace mais largement moins précise.
Le PPSh-41 était également une arme fiable et d'une précision apparemment supérieure à celle de ses opposants.
La Wehrmacht utilisa de très nombreuses PPSh-41 capturées, soit en version originale (sous le nom de MP717(r)), soit transformées pour le 9 mm Parabellum allemand (sous le nom de MP41(r) et utilisant les chargeurs du MP 40). L'arme non transformée (MP717(r)) tirait directement la munition 7,63 Mauser allemande au lieu de la 7,62 x 25 mm TT soviétique (d'ailleurs elle-même dérivée du 7,63 Mauser allemand). La Wehrmacht avait noté l'efficacité terrible offerte par les 900 coups à la minute(théoriquement) de cette arme soviétique qui rivalisait, à courte distance, avec n'importe quelle autre arme de l'époque, la puissance de feu étant peu ou prou égale à celle d'une mitrailleuse, la puissance de la cartouche étant compensée par la cadence de tir et son haut pouvoir de perforation. L'avancée rapide de l'armée allemande sur le front russe lui avait donné accès à des dépôts et fabriques de munitions regorgeant de cartouches, permettant d'alimenter l'armée allemande en cartouches soviétiques de manière quasi illimitée.
Alors que les Allemands délaissaient leurs MP40 pour des PPSh-41 de prise, les Soviétiques faisaient le contraire. En effet, l'Armée rouge était très moyennement approvisionnée en munitions, si bien qu'il était plus rentable d'utiliser une arme allemande et de piller ses victimes de ses munitions que d'attendre une nouvelle dotation.

## Après-guerre
Cette arme produite à un nombre estimé à 6 millions est un symbole patriotique soviétique de la Seconde Guerre mondiale. Dans les années 1950, dans le cadre du Pacte de Varsovie, les arsenaux nord-coréens (Type 49), chinois (Type 50), iranien (Modèle 1322 dont 10 000 livrés à l'URSS entre 1943 et 1945) et la société hongroise FEG (PM 48 M) en produisirent des copies pour leurs armées respectives. La Yougoslavie de Tito produisait une variante en y incorporant des éléments du cru. Elle fut rapidement remplacée dans les arsenaux de l'URSS à la fin de la guerre, pour être massivement exportée dans les pays pro-soviétiques, notamment au Viêt Nam (versions soviétique et chinoise et K-50M de conception locale) et dans de nombreux pays africains (utilisation massive par les PAIGCV, MPLA et le FRELIMO au cours des Guerres coloniales portugaises).
On retrouve cette arme au cours de l'invasion de l'Ukraine par la Russie.

## Le modèle 1322 iranien

### Histoire et diffusion
En 1943 (an 1322 du calendrier persan), l'Arsenal iranien de Mosalassi entreprit la fabrication du pistolet-mitrailleur PPSh-41 pour le compte de l'Armée rouge, grande consommatrice de cette catégorie d'arme au cours de la Seconde Guerre mondiale sous le nom de Modèle 1322. Ce PM iranien était mieux fini que l'original soviétique. Les premiers Modèle 1322 tiraient le calibre 7,62 x 25 mm TT quand ceux fabriqués après 1945 furent chambrés en 9 mm Parabellum. Au cours des années 1950 et 1960, l'Iran s'équipa de M3 Grease gun américains et d'Uzi fabriqués en Belgique par FN Herstal. Ce « PPSh iranien » apparaît dans Opération Opium : film policier américano-franco-autrichien réalisé par Terence Young, tourné partiellement en Iran et sorti en 1966.

### Fiche technique M1322 et PPsh-41 (version 1943-1945)
- Munition : 7,62 × 25 mm TT
- Longueur : 84 cm
- Canon : 27 cm
- Masse vide : 3,75 kg
- Masse chargée : 4,43 kg
- Chargeur : 35 (courbe) ou 71 (camembert)
- Cadence théorique de tirs : 900 coups par minute

## Le Type 50 chinois (République populaire de Chine)

### Histoire et diffusion
Pour compléter les livraisons soviétiques, deux ou trois arsenaux chinois réalisèrent une copie du PPSh-41 deuxième type entre 1950 et 1955. Les différences entre les modèles originaux et chinois concernent le chargeur (35 coups seulement), la crosse (forme et bois employé) et les organes de visée. Pékin a livré des Type 50 à de nombreuses guérillas et gouvernements communistes d'Asie (Cambodge, Corée du Nord, Laos, Viet-Nam du Nord).

### Fiche technique Type 1950
- Munition : 7,62 × 25 mm TT
- Longueur : 84 cm
- Canon : 27 cm
- Masse vide : 3,60 kg
- Masse chargée : 4,28 kg
- Chargeur : 35 coups (courbe)
- Cadence théorique de tirs : 900 coups par minute

## Le Type 49 nord-coréen
Il s'agit d'une copie fidèle, la finition en moins, du modèle soviétique. Il fut produit par l'arsenal de Pyongyang entre 1949 et 1955 et utilisé massivement durant la guerre de Corée. Un certain nombre de Type 49, formé par le surplus du conflit coréen fut attribué aux bộ đội et aux Việt cộng engagés dans la Guerre du Viêt Nam.

### Caractéristiques techniques
- Calibre : 7,62 x 25 mm TT
- Poids non chargé : 3,63 kg
- Poids chargé : 5,45 kg avec le chargeur de 71 coups, 4,3 kg avec le chargeur de 35 coups
- Longueur: 84,3 cm
- Longueur du canon : 26,9 cm
- Cadence de tir : 900 coups par minute
- Capacité : Chargeur camembert de 71 coups, chargeurs de 35 coups